# س. د. مور
س. د. مور (بالإنجليزية: C. D. Moore)‏ هو ضابط أمريكي، ولد في 6 فبراير 1958 في كيستون في الولايات المتحدة.